# Chiesa di San Giorgio in Strata
La chiesa di San Giorgio in Strata è un edificio religioso sito a Vigevano, in provincia di Pavia e diocesi di Vigevano.

## Storia

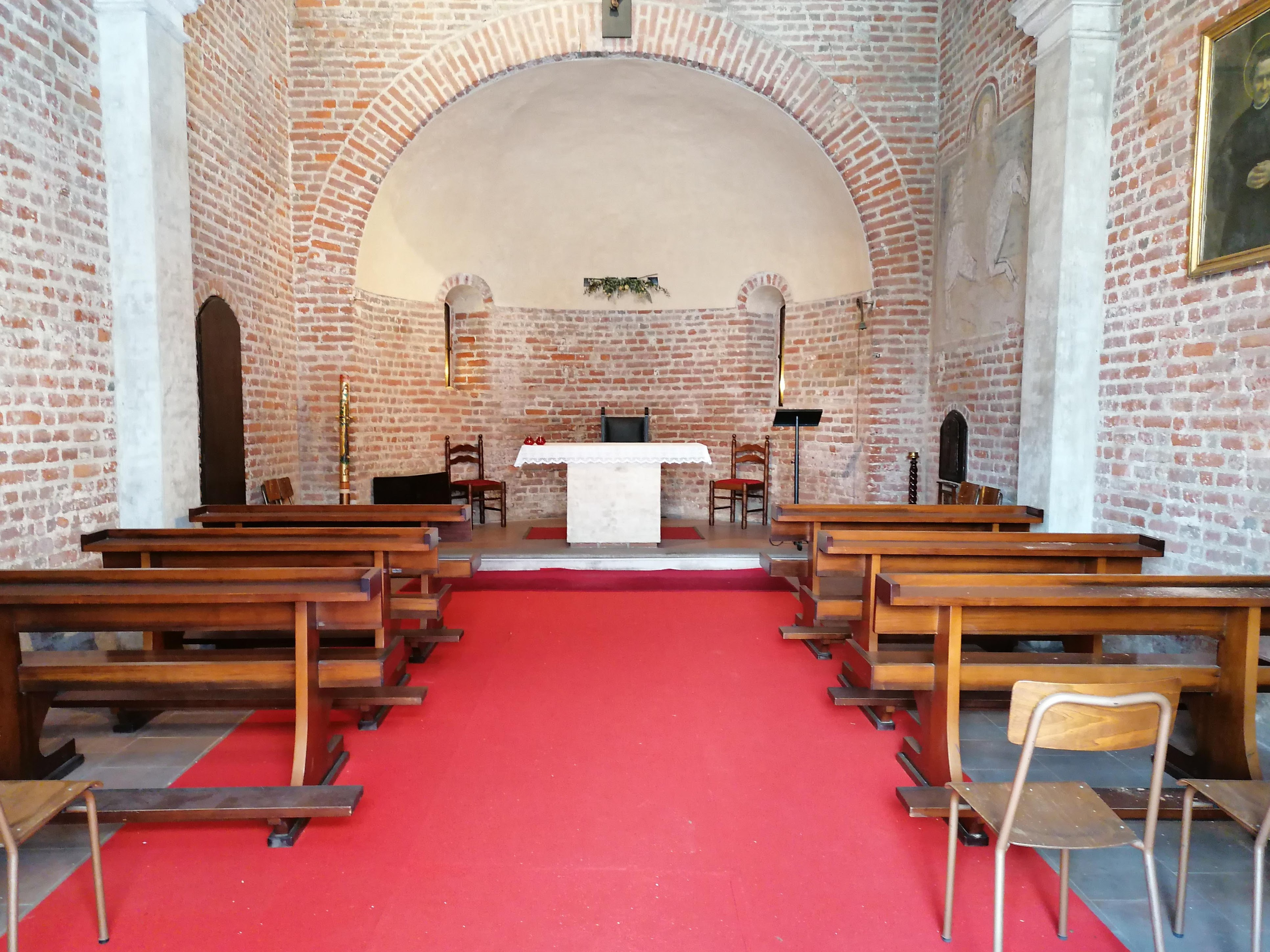
L'interno

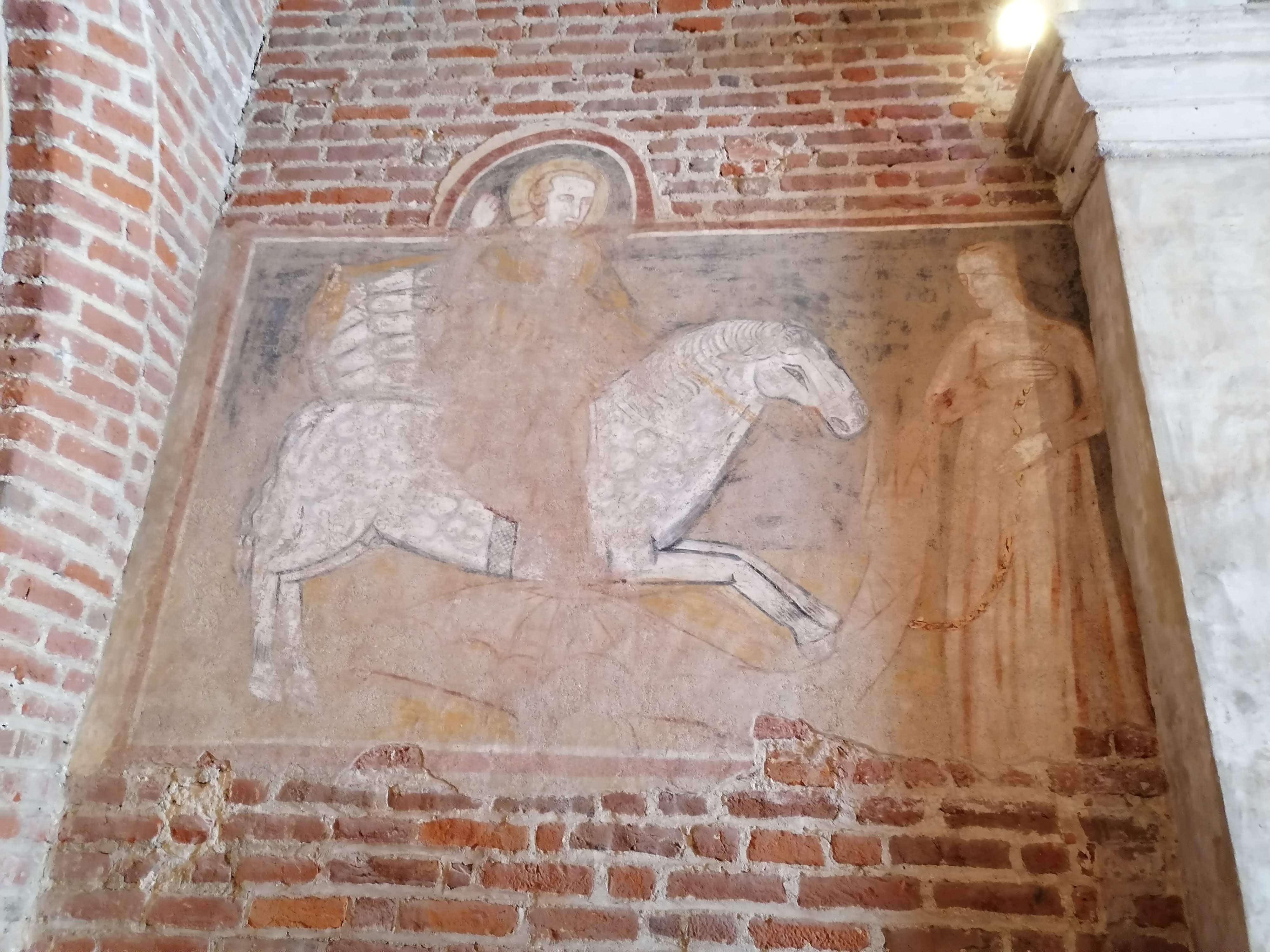
L'affresco di San Giorgio

La chiesa era complementare all'adiacente castello visconteo. Fu eretta sotto il patronato della famiglia Colli.
Si trova in via Cairoli, un tempo via Strata, dalla quale prende nome. Quasi soffocata dalle abitazioni, rischia di passare inosservata agli stessi vigevanesi. Negli anni '80, era considerata la più antica chiesa cittadina aperta al culto: infatti, le prime notizie attorno a essa risalgono al 1090; subì poi numerosi restauri, l'ultimo dei quali nel 1968 a opera dell'architetto Mario Bonzanini. Secondo altre fonti, la chiesa risalirebbe addirittura all'età longobarda primitiva.
Secondo una leggenda, la chiesa di San Giorgio originariamente non si trovava nella sua posizione attuale, ma all'interno del Castello Sforzesco, in modo che i cavalieri vigevanesi potessero andarvi a pregare. Durante la sua permanenza in città, si narra che Ludovico il Moro si fosse innamorato di una dama di compagnia della moglie Beatrice, una ragazza giovane e bella che, tuttavia, non ricambiava questo sentimento, preferendogli uno scudiero. La ragazza e lo scudiero si sposarono quindi di nascosto all'interno della chiesetta, accordandosi con un frate, in modo che il Moro non ne sapesse nulla, poi partirono a cavallo alla volta di Novara. Ludovico venne però a conoscenza del fatto e iniziò a inseguirli per oltre duecento chilometri. Arresosi, tornò quindi al castello di Vigevano, decapitando il frate e ordinando la distruzione della cappella. I cavalieri decisero allora di ricostruirla, mattone per mattone, all'esterno della cinta muraria, nella sua locazione attuale. La realtà dei fatti, invece, fu che la chiesa venne "spostata", smontandola e rimontandola nell'attuale via Cairoli, in quanto nella posizione precedente avrebbe impedito delle modifiche al castello richieste dal Moro in quegli anni.
Carlo Stefano Brambilla in merito scriveva: "Racconta il Cancelliere Simone Del Pozzo che la Chiesa di S. Giorgio era anticamente nel Castello, ma che sia stata distrutta per ordine del Duca Galeazzo Maria Sforza, e che in luogo di essa sia stata fabbricata questa, che si trova al presente in porta di Strata, detta Porta Sforzesca. Egli non fa menzione del tempo che fu fabbricara, però dalla fabbrica stessa si riconosce essere molto antica. Dicono li padroni l'anno 1090. Si fa menzione di questa chiesa nel libro dell'Estimo del Clero di Novara e sua Diocesi fatto l'anno 1324 con queste parole: Ecclesia Sancti Georgii de Viglevano pro una praebenda, come ho veduto da una fede autentica del 29 ottobre 1427". Da notare che il Dal Pozzo ritenne sempre per castello la sola parte situata nel centro del borgo, mentre già molto tempo prima di lui si intendeva per castello il borgo, che nel suo mezzo e nella parte più alta conteneva la fortezza.
San Giorgio è particolarmente cara ai vigevanesi, specie agli studenti, che per generazioni vi si sono recati per le loro devozioni "propiziatorie", prima di entrare nel vicino liceo.
La chiesa è di proprietà privata. Attualmente è gestita dalla comunità ecuadoregna locale della Vergine del Cisne.

## Descrizione

### Esterno
La facciata, a cuspide in mattoni rimboccati a calce, senza intonaco, è limitata da paraste sulle estremità. Il campanile a vela, costruito sulla parasta di sinistra, originariamente era più in basso rispetto al livello dell'altra lesena. Sono presenti tre finestre, una circolare e due monofore a feritoia, arcuate e sguinciate all'interno e all'esterno, rispettando la prima tradizione cristiana che voleva rendere l'ambiente idoneo alla preghiera. Il portoncino, sormontato da una lunetta cieca, è stato realizzato da Luigi Barni nel 1927 in legno di quercia della Slavonia.

### Interno
Il chiesuolo, a unica navata a pianta rettangolare e abside semicircolare, è diviso in tre campate di archi sostenuti da lesene, aggiunti nel Settecento. L'interno è stato pesantemente rimaneggiato nel Settecento, con numerose modifiche e aggiunte in gran parte demolite nei lavori di restauro del 1968. Tra le opere scomparse o demolite in quegli anni, degne di nota sono la pala raffigurante il martirio di San Giorgio e l'imperatrice Alessandra e l'altare a gradoni, sostituito da uno più moderno.
Il soffitto è in tavelloni, in sostituzione dell'originale in legno. Le lesene, opere settecentesche sopravvissute ai lavori del 1968, fungono da sostegno agli archi, dello stesso periodo, che sostituirono le precedenti capriate in legno per dare una maggiore solidità alla chiesa. Si tratta di archi a tre centri, sui quali probabilmente un tempo erano rappresentate le travi in legno che andavano a sostituire e alcuni motivi floreali, coperti da una patina di tempera bianca.
L'abside è semicircolare coperta da una volta a catino. Sono presenti antiche aperture poi murate, che un tempo servivano per dare luce all'interno dell'edificio. Con i lavori del Settecento, nel quale venne rialzato il pavimento fino alla prima lesena, l'abside ha assunto anche le funzioni di coro e sagrestia, tornando alla funzione originale solo con i lavori del 1968, quando venne rimosso l'altare barocco inserendone uno costruito in quell'anno.
L'unico dipinto conservatosi è l'affresco raffigurante San Giorgio che aggredisce e uccide con una lunga asta un dragone, solo abbozzato, davanti a una principessa. Il dipinto, opera di un pittore di scuola locale, in origine presentava la figura del santo proporzionata a quella del cavallo; con l'intervento settecentesco, il santo è stato riproporzionato basandosi sulla figura della principessa, risultando tuttavia sproporzionato al cavallo. L'affresco, di data incerta (XIII-XV secolo), è stato restaurato per l'ultima volta nel 1969 seguendo le direzioni del prof. Vicentini. All'interno della chiesa era presente anche un Sant'Ambrogio, trasferito successivamente nel Palazzo Vescovile.